# Saw a New Morning
"Saw A New Morning" é uma canção dos Bee Gees de 1973 incluída no álbum Life in a Tin Can e lançada como single.
Em 1973, os Bee Gees resolveram fazer algumas mudanças na tentiva de conseguir fazer com que as vendas de seus singles voltassem a subir, pois eles estavam se apagando no cenário musical. Mudaram de gravadora, trocando a Polydor pela RSO, de Robert Stigwood (mesmo sendo o dono da gravadora, eles preferiram tirá-lo da produção) e investiram em country rock, compondo e produzindo o disco por inteiro. Porém, mesmo com o novo rumo que tomaram, colecionaram mais um fracasso.  Com exceção de Hong Kong, onde a música ficou em primeiro lugar
, ela não alcançou o top 10 em nenhum outro país.